# سیاکا استیونز
سیاکا استیونز (انگلیسی: Siaka Stevens; زاده ۲۴ اوت ۱۹۰۵ – درگذشته ۲۹ مهٔ ۱۹۸۸) سیاستمدار اهل سیرالئون بود. وی از ۲۱ آوریل ۱۹۷۱ تا ۲۸ نوامبر ۱۹۸۵ اولین رئیس‌جمهور سیرالئون بود.
سیاکا استیونز در ۲۹ مه ۱۹۸۸، بعد از یک دوره کوتاه بیماری در سن ۸۲ سالگی درگذشت.